# 中核國際
中核國際有限公司（港交所：2302），是從科鑄技術集團換取上市。中国核工业集团旗下海外旗舰公司。主要業務鈾礦開採、勘探、加工和貿易。

## 連結
- 官方网站